# Кабардино-Балкарский государственный университет имени Х. М. Бербекова
Кабардино-Балкарский государственный университет имени Х. М. Бербекова (КБГУ) — классический университет, крупнейший вуз Кабардино-Балкарии и один из крупнейших вузов Северного Кавказа, расположенный в Нальчике, столице Кабардино-Балкарии. Был основан 5 апреля 1957 года. 
С 1996 года носит имя первого ректора, Хатуты Мутовича Бербекова. Полное название — Федеральное государственное бюджетное образовательное учреждение высшего образования «Кабардино-Балкарский государственный университет имени Х.М. Бербекова». Широко используется аббревиатура «КБГУ».

## История

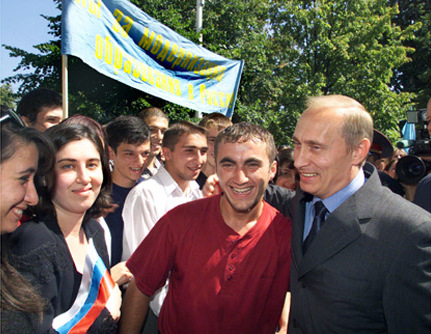
Владимир Путин со студентами КБГУ, 2001

В 1924 году в Нальчике открылся Ленинский учебный городок (ЛУГ), располагавшийся в здании позже переданному медицинскому факультету. Там же в 1925 году открылся медтехникум, а также курсы трактористов, сельхозшкола, совпартшкола.
В 1931 году на базе ЛУГа начал работу Педагогический рабочий факультет. ЛУГ реорганизован в Ленинский партийный учебный городок, который был расформирован в 1936.
7 июля 1932 года, по просьбе Кабардино-Балкарского областного комитета партии открывается Педагогический институт.
На базе пединститута в 1957 году образован Кабардино-Балкарский государственный университет.
В соответствии с приказом министра высшего и среднего образования СССР В. Б. Елютина 1 сентября 1957 года Кабардино-Балкарский государственный университет начал свою работу в составе 4 факультетов:
- историко-филологического,
- физико-математического,
- инженерно-строительного,
- сельскохозяйственного

Всего насчитывалась 21 кафедра, готовившие не только преподавателей школ, включая и учителей иностранных языков, которых государственный пединститут не выпускал, но и инженеров-строителей и учебных агрономов.
За заслуги в подготовке квалифицированных специалистов и развитии научных исследований Кабардино-Балкарский государственный университет в 1982 году награждён орденом Дружбы народов. 30 декабря 1996 года Указом Президента КБР ему присвоено имя его первого ректора Хатуты Мутовича Бербекова.
КБГУ является одним из ведущих научных, образовательных, информационных, социокультурных центров Кабардино-Балкарской республики, ежегодно выпускает до двух тысяч специалистов, по степени оснащенности занимает передовые позиции среди других классических вузов России.

## История наименования
- Ленинский учебный городок (1924—1931)
- Педагогический рабочий факультет (1931—1932)
- Кабардино-Балкарский государственный педагогический институт (КБГПИ) (1932—1957)
- Кабардино-Балкарский государственный университет (1957—1982)
- Кабардино-Балкарский ордена Дружбы народов государственный университет (1982—1996)
- Кабардино-Балкарский ордена Дружбы народов государственный университет им. Х. М. Бербекова (1996—по н.в.)

## Многоуровневая система образования

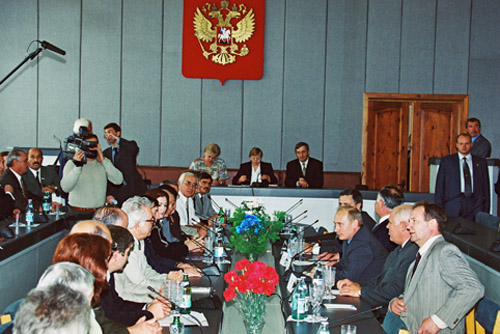
Владимир Путин с преподавателями КБГУ, 2001

Юридической основой для введения многоуровневой системы в КБГУ стало Постановление Правительства РФ от 10.09.1997 N 1153 «О совершенствовании системы профессионального образования в Кабардино-Балкарской Республике», в соответствии с которым в состав университета вошли 6 колледжей и институт повышения квалификации учителей (на организационно-правовой основе единого юридического лица).
В самом КБГУ эту систему продолжают 12 факультетов с 30 специальностями, 2 института, магистратура, ординатура, интернатура и докторантура, институт повышения квалификации учителей и переподготовки работников образования, межотраслевой региональный центр повышения квалификации и профессиональной переподготовки кадров, а также факультет повышения квалификации преподавателей средних и высших учебных заведений.
Такая система интеграции университета со средними профессиональными учебными заведениями, обеспечивает многоступенчатость и непрерывность образовательного процесса, способствует улучшению самого качества образования и степени подготовки специалистов, усилению и углублению связей ученых университета с учеными научно-исследовательских учреждений, лучшему управлению образовательным процессом, влиянию университета на другие образовательные учреждения региона.
В университете созданы:
- управление среднего профессионального образования (СПО)
- научно-методический центр по СПО при ректоре[8]
- цикловая комиссия по гуманитарным и социально-экономическим дисциплинам СПО, 6 кафедр.

Выпускники некоторых колледжей могут получить высшее образование в сокращенные сроки. В колледжах и лицее работает свыше 500 преподавателей.

## КБГУ в рейтингах
| Наименование рейтинга                            | 2014     | 2015     | 2016     | 2017     | 2018     | 2019     | 2020     | 2021    | 2022 |
| Мониторинг качества приема в вузы / классический | 402(432) | 408(440) | 279(337) | 254(331) | 401(637) | 346(673) | 371(705) | 84(328) |      |
| Рейтинг 100 лучших вузов России (RAEX)           | 75       | 96       | -        | -        | 98       | 96       | 88       | 90      |      |
| Национальный рейтинг университетов (Интерфакс)   |          | 56(209)  | 75(238)  | 75(264)  | 61(288)  | 57(327)  | 55(337)  | 55(341) |      |

| Наименование рейтинга                                                          | 2014 | 2015   | 2016   | 2017   | 2018   | 2019   | 2020 | 2021    | 2022      |
| Рейтинг востребованности вузов в РФ (Россия сегодня)                           |      | 31(87) | 35(89) | 48(89) | 48(87) | 51(88) |      |         |           |
| Рейтинг лучших вузов России в инженерно-технической сфере                      |      |        |        |        |        |        |      | 66(70)  |           |
| Рейтинг лучших вузов России в естественно-математической сфере                 |      |        |        |        |        |        |      | 46(50)  |           |
| Лучшие по репутации вузы в сфере «Экономика и управление»                      |      |        |        |        |        | 42(50) |      |         |           |
| Рейтинг вузов RUR (Round University Ranking) (страна/мир)                      |      |        |        |        |        |        |      | 73(780) | 115(1006) |
| Предметный рейтинг RUR (Round University Ranking) «Humanities» (страна/мир)    |      |        |        |        |        |        |      | 56(694) |           |
| Предметный рейтинг RUR (Round University Ranking) «life Sciences» (страна/мир) |      |        |        |        |        |        |      | 40(630) |           |

| Наименование рейтинга                                                               | 2014 | 2015 | 2016 | 2017 | 2018 | 2019 | 2020 | 2021    | 2022      |
| Предметный рейтинг RUR (Round University Ranking) «Medical Sciences» (страна/мир)   |      |      |      |      |      |      |      | 29(561) |           |
| Предметный рейтинг RUR (Round University Ranking) «Natural Sciences» (страна/мир)   |      |      |      |      |      |      |      | 54(642) |           |
| Предметный рейтинг RUR (Round University Ranking) «Social Sciences» (страна/мир)    |      |      |      |      |      |      |      | 63(712) |           |
| Предметный рейтинг RUR (Round University Ranking) «Technical Sciences» (страна/мир) |      |      |      |      |      |      |      | 67(732) |           |
| The Times Higher Education University Impact Rankings                               |      |      |      |      |      |      |      |         | 61(1001+) |
| Academic Ranking of World Universities-European Standard ARES (страна)              | 65   | 129  | 122  | 133  | 104  | 106  |      |         |           |

| Наименование рейтинга                                               | 2014 | 2015 | 2016 | 2017 | 2018 | 2019   | 2020   | 2021   | 2022    |
| Национальный агрегированный рейтинг                                 |      |      |      |      |      | 3 лига | 3 лига | 1 лига | 1 лига  |
| Глобальный агрегированный рейтинг                                   |      |      |      |      |      |        |        |        | Топ 10% |
| Международный рейтинг «IAAR Eurasian University Ranking (IAAR EUR)» |      |      |      |      |      |        | 18(27) | 20(32) |         |
| SCImago Institutions Rankings (страна)                              |      |      |      |      | 92   | 127    | 143    | 143    | 136     |

## Международная деятельность
Кабардино-Балкарский госуниверситет занимается подготовкой специалистов для зарубежных стран с 1966 года. За годы работы с иностранными студентами КБГУ подготовил около 1500 специалистов для зарубежных стран.
Международная деятельность является одним из важнейших направлений деятельности КБГУ. Приоритетным направлением развития международной деятельности КБГУ является интернационализация образования и поиск новых форм международного сотрудничества, а также продвижение КБГУ в мировом информационном пространстве как современного образовательного, научного и культурного центра, способного осуществлять подготовку конкурентоспособных востребованных на рынке труда специалистов.
Первостепенной задачей в сфере международной деятельности университета является поиск иностранных партнеров для организации взаимовыгодного международного сотрудничества.
В данный момент ведутся переговоры с государственными и иными структурами различных стран, заинтересованными в сотрудничестве с КБГУ в научно-образовательной сфере.
КБГУ удалось сохранить связи с традиционными странами-партнерами, такими как: Иордания, Турция, Сирия. Граждане этих стран представлены в контингенте студентов, обучающихся в университете в наибольшем количестве от числа студентов из других стран. КБГУ также удалось расширить контингент студентов из таких стран как: Индия, Таджикистан, Туркменистан.

## Подразделения
В библиотечном фонде КБГУ на сегодняшний день имеется свыше 1,5 млн единиц хранения, в том числе 2000 уникальных изданий. С 1998 г. внедрена электронная автоматизированная библиотечно-информационная система «АИБС» «Библиотека 4.0», формируется электронная библиотека.
Парк персональных вычислительных машин КБГУ составляет более 980 единиц. Образовательный процесс осуществляется в 50 компьютерных и трех мультимедийных классах. Весь парк компьютерной техники объединен в университетскую локальную сеть, имеющую выход в глобальную сеть Интернет, к которой подсоединен и университетский центр телемедицины.
В университете работают 8 советов по защите докторских диссертаций по 17 специальностям и один совет по защите кандидатских диссертаций.
Научные исследования в КБГУ выполняются в рамках 33 основных научных направлений на 92 кафедрах по 132 основным темам, в 2х научно-исследовательских институтах и филиале Всероссийского научно-исследовательского института физической культуры и спорта, 20 научно-исследовательских лабораториях и ОКТБ «Марс». Приоритетными считаются следующие направления исследований: физика твердого тела, физика поверхности, физика межфазных явлений, геофизика, физика высоких плотностей энергии, физика полимеров, горные экосистемы и здоровье человека, климатическое лечение бронхиальной астмы с использованием климатических условий высокогорья, экологические основы микроэволюции и охрана растительного и животного мира, язык и культура, термостойкие полимеры, физическая химия, электрохимия и другие.

## Колледжи
- Медицинский колледж[61]
- Колледж информационных технологий и экономики[62]
- Педагогический колледж[63]
- Колледж дизайна[64]

## Академии
- Медицинская академия[65]

## Институты
- Высшая школа международного образования[66]
- Институт архитектуры, строительства и дизайна[67]
- Социально-гуманитарный институт[68]
- Институт педагогики, психологии и физкультурно-спортивного образования[69]
- Институт электроники, робототехники и искусственного интеллекта
- Институт права, экономики и финансов[70]
- Институт математики и естественных наук
- Институт повышения квалификации и профессиональной переподготовки[71]
- Институт стоматологии и челюстно-лицевой хирургии[72]
- Институт менеджмента, туризма и индустрии гостеприимства

## Научные журналы
- Журнал «АBСЕ»[73]
- Журнал «Известия КБГУ»[74]
- Журнал «Кавказология»[75]
- Журнал «Язык: история и современность»[76]
- Журнал «Вестник Кабардино-Балкарского государственного университета: Журналистика. Образование. Словесность»[77]
- Журнал «Актуальные проблемы права и экономики»[78]

## Ректоры КБГУ
- Бербеков Хатута Мутович (1957 — 1965)
- Керефов Камбулат Наурузович (1965 — 1973)
- Тлостанов Владимир Калиметович (1973 — 1994)
- Карамурзов Барасби Сулейманович (1994 — 2015)
- Альтудов Юрий Камбулатович (2015 — 2019 )